# Wubana utahana
Wubana utahana là một loài nhện trong họ Linyphiidae.
Loài này thuộc chi Wubana. Wubana utahana được Ralph Vary Chamberlin & Wilton Ivie miêu tả năm 1936.